# Тит Ветурий Гемин Цикурин (консул 494 пр.н.е.)
Вижте пояснителната страница за други личности с името Тит Ветурий Гемин Цикурин.
Тит Ветурий Гемин Цикурин (на латински: Titus Veturius Geminus Cicurinus) e консул на Римската република през 494 пр.н.е., негов колега е Авъл Вергиний Трикост Целимонтан.
Той произлиза от патрицианския род Ветурии. Неговия когномен Гемин показва, че има брат близнак – Гай Ветурий Гемин Цикурин, консул 499 пр.н.е. Тит Ветурий е баща на Тит Ветурий Гемин Цикурин, който е консул през 462 пр.н.е.
Като консул Тит Ветурий и колегата му избират Маний Валерий Волуз Максим за диктатор, за да задължат населението за военна служба. Диктаторът сформира 10 легиона, от които той командва четири, а консулите по три. Ветурий се бие срещу еквите и ги изгонва от Лациум. След това Тит Ветурий навлиза в планинските територии контролирани от еквите и ги напада, но тази кампания завършва без успех.
1. 1 2  T. Veturius (17) Geminus Cicurinus //   Посетен на 10 юни 2021 г.
2. ↑  7 //   Посетен на 10 юни 2021 г.
3. ↑  134 //   Посетен на 10 юни 2021 г.